# Hillsong Church/Diskografie
Diese Diskografie ist eine Übersicht über die musikalischen Werke der christlichen Musikprojekte der aus Australien stammenden Hillsong Church. Den Schallplattenauszeichnungen zufolge haben sie bisher über 14,7 Millionen Tonträger verkauft. Ihre erfolgreichste Veröffentlichung ist die Single Oceans (Where Feet May Fail) mit über 4,2 Millionen verkauften Einheiten.

## Alben

### Studioalben
| Jahr                      | Titel                 | Höchstplatzierung, Gesamtwochen, AuszeichnungChartplatzierungen (Jahr, Titel, Platzierungen, Wochen, Auszeichnungen, Anmerkungen) | Höchstplatzierung, Gesamtwochen, AuszeichnungChartplatzierungen (Jahr, Titel, Platzierungen, Wochen, Auszeichnungen, Anmerkungen) | Höchstplatzierung, Gesamtwochen, AuszeichnungChartplatzierungen (Jahr, Titel, Platzierungen, Wochen, Auszeichnungen, Anmerkungen) | Höchstplatzierung, Gesamtwochen, AuszeichnungChartplatzierungen (Jahr, Titel, Platzierungen, Wochen, Auszeichnungen, Anmerkungen) | Höchstplatzierung, Gesamtwochen, AuszeichnungChartplatzierungen (Jahr, Titel, Platzierungen, Wochen, Auszeichnungen, Anmerkungen) | Anmerkungen                                                |
| Jahr                      | Titel                 | AU | CH | UK | US | Christ | Anmerkungen                                                |
| ------------------------- | --------------------- | --- | --- | --- | --- | --- | ---------------------------------------------------------- |
| als Hillsong United       |                       | | | | | |                                                            |
|                           |                       | | | | | |                                                            |
| 2007                      | All of the Above      | AU6 (7 Wo.)AU | — | — | US60 (3 Wo.)US | Christ1 (37 Wo.)Christ | Erstveröffentlichung: 17. März 2007                        |
| 2011                      | Aftermath             | AU4 Gold · (7 Wo.)AU | — | — | US17 (5 Wo.)US | Christ1 (37 Wo.)Christ | Erstveröffentlichung: 15. Februar 2011 Verkäufe: + 35.000  |
| 2013                      | Zion                  | AU1 Gold · (5 Wo.)AU | — | UK55 (1 Wo.)UK | US5 Gold · (39 Wo.)US | Christ1 (514 Wo.)Christ | Erstveröffentlichung: 22. Februar 2013 Verkäufe: + 542.500 |
| 2015                      | Empires               | AU1 (11 Wo.)AU | — | UK34 (1 Wo.)UK | US5 (16 Wo.)US | Christ1 (102 Wo.)Christ | Erstveröffentlichung: 26. Mai 2015                         |
| 2017                      | Wonder                | AU4 (8 Wo.)AU | — | — | US21 (4 Wo.)US | Christ1 (185 Wo.)Christ | Erstveröffentlichung: 9. Juni 2017                         |
| 2022                      | Are We There Yet?     | — | — | — | — | Christ18 (7 Wo.)Christ | Erstveröffentlichung: 29. April 2022                       |
| als Hillsong Worship      |                       | | | | | |                                                            |
|                           |                       | | | | | |                                                            |
| 1988                      | Spirit and Truth      | — | — | — | — | — | Erstveröffentlichung: 1988                                 |
| 1990                      | Show Your Glory       | — | — | — | — | — | Erstveröffentlichung: 1990                                 |
| 2019                      | Hay Más               | — | — | — | — | — | Erstveröffentlichung: 16. August 2019                      |
| 2019                      | Awake                 | AU3 (4 Wo.)AU | CH30 (1 Wo.)CH | — | US39 (1 Wo.)US | Christ1 (89 Wo.)Christ | Erstveröffentlichung: 11. Oktober 2019                     |
| 2020                      | Take Heart (Again)    | — | — | — | — | Christ33 (1 Wo.)Christ | Erstveröffentlichung: 30. Oktober 2020                     |
| als Hillsong Young & Free |                       | | | | | |                                                            |
|                           |                       | | | | | |                                                            |
| 2018                      | III                   | AU12 (2 Wo.)AU | — | — | US131 (1 Wo.)US | Christ2 (30 Wo.)Christ | Erstveröffentlichung: 29. Juni 2018                        |
| 2019                      | III (Studio Sessions) | — | — | — | — | — | Erstveröffentlichung: 5. April 2019                        |
| 2019                      | III (Reimagined)      | — | — | — | — | Christ41 (1 Wo.)Christ | Erstveröffentlichung: 6. September 2019                    |

### Livealben
| Jahr                      | Titel                                            | Höchstplatzierung, Gesamtwochen, AuszeichnungChartplatzierungen (Jahr, Titel, Platzierungen, Wochen, Auszeichnungen, Anmerkungen) | Höchstplatzierung, Gesamtwochen, AuszeichnungChartplatzierungen (Jahr, Titel, Platzierungen, Wochen, Auszeichnungen, Anmerkungen) | Höchstplatzierung, Gesamtwochen, AuszeichnungChartplatzierungen (Jahr, Titel, Platzierungen, Wochen, Auszeichnungen, Anmerkungen) | Höchstplatzierung, Gesamtwochen, AuszeichnungChartplatzierungen (Jahr, Titel, Platzierungen, Wochen, Auszeichnungen, Anmerkungen) | Höchstplatzierung, Gesamtwochen, AuszeichnungChartplatzierungen (Jahr, Titel, Platzierungen, Wochen, Auszeichnungen, Anmerkungen) | Anmerkungen                                                |
| Jahr                      | Titel                                            | AU | CH | UK | US | Christ | Anmerkungen                                                |
| ------------------------- | ------------------------------------------------ | --- | --- | --- | --- | --- | ---------------------------------------------------------- |
| als Hillsong United       |                                                  | | | | | |                                                            |
|                           |                                                  | | | | | |                                                            |
| 2005                      | Look to You                                      | AU30 Gold · (4 Wo.)AU | — | — | — | Christ33 (17 Wo.)Christ | Erstveröffentlichung: 28. Februar 2005 Verkäufe: + 35.000  |
| 2006                      | United We Stand                                  | AU28 (2 Wo.)AU | — | — | US162 (2 Wo.)US | Christ11 (30 Wo.)Christ | Erstveröffentlichung: 11. März 2006                        |
| 2008                      | The I Heart Revolution: With Hearts As One       | AU8 Gold · (7 Wo.)AU | — | — | US117 (6 Wo.)US | Christ5 (47 Wo.)Christ | Erstveröffentlichung: 8. März 2008 Verkäufe: + 35.000      |
| 2009                      | a_CROSS // the_EARTH: Tear Down the Walls        | AU22 (2 Wo.)AU | — | — | US21 (14 Wo.)US | Christ1 (38 Wo.)Christ | Erstveröffentlichung: 9. Mai 2009                          |
| 2012                      | Live in Miami                                    | AU43 (1 Wo.)AU | — | — | US71 (2 Wo.)US | Christ1 (26 Wo.)Christ | Erstveröffentlichung: 14. Februar 2012                     |
| 2013                      | Zion: Acoustic Sessions                          | — | — | — | US88 (1 Wo.)US | Christ4 (4 Wo.)Christ | Erstveröffentlichung: 29. Oktober 2013                     |
| 2016                      | Of Dirt and Grace: Live from the Land            | AU8 (9 Wo.)AU | — | — | US40 (5 Wo.)US | Christ2 (54 Wo.)Christ | Erstveröffentlichung: 15. Juli 2016                        |
| 2019                      | People                                           | AU6 (7 Wo.)AU | CH19 (2 Wo.)CH | — | US2 (5 Wo.)US | Christ1 (179 Wo.)Christ | Erstveröffentlichung: 26. April 2019                       |
| 2021                      | The People Tour: Live From Madison Square Garden | — | — | — | — | Christ11 (3 Wo.)Christ | Erstveröffentlichung: 29. Januar 2021                      |
| als Hillsong Worship      |                                                  | | | | | |                                                            |
|                           |                                                  | | | | | |                                                            |
| 1998                      | Touching Heaven Changing Earth                   | — | — | — | — | Christ31 (5 Wo.)Christ | Erstveröffentlichung: 5. Juli 1998                         |
| 2002                      | Blessed                                          | AU4 (4 Wo.)AU | — | — | — | — | Erstveröffentlichung: 30. Juni 2002                        |
| 2003                      | Hope                                             | AU3 Gold · (4 Wo.)AU | — | — | — | — | Erstveröffentlichung: 6. Juli 2003 Verkäufe: + 35.000      |
| 2004                      | For All You’ve Done                              | AU1 Gold · (4 Wo.)AU | — | — | — | Christ11 (6 Wo.)Christ | Erstveröffentlichung: 4. Juli 2004 Verkäufe: + 35.000      |
| 2004                      | Unified Praise: Live Worship Sydney Australia    | — | — | — | — | Christ24 (8 Wo.)Christ | Erstveröffentlichung: 1. November 2004 mit Delirious?      |
| 2005                      | God He Reigns                                    | AU2 Gold · (5 Wo.)AU | — | — | — | Christ11 (11 Wo.)Christ | Erstveröffentlichung: 3. Juli 2005 Verkäufe: + 35.000      |
| 2006                      | Mighty to Save                                   | AU25 Gold · (5 Wo.)AU | — | — | — | Christ18 (31 Wo.)Christ | Erstveröffentlichung: 2. Juli 2006 Verkäufe: + 35.000      |
| 2007                      | Saviour King                                     | AU6 Gold · (6 Wo.)AU | — | — | US114 (3 Wo.)US | Christ5 (30 Wo.)Christ | Erstveröffentlichung: 1. Juli 2007 Verkäufe: + 35.000      |
| 2008                      | This Is Our God                                  | AU2 (7 Wo.)AU | — | — | US55 (6 Wo.)US | Christ2 (42 Wo.)Christ | Erstveröffentlichung: 5. Juli 2008                         |
| 2009                      | Faith + Hope + Love                              | AU12 (7 Wo.)AU | — | — | US47 (7 Wo.)US | Christ2 (30 Wo.)Christ | Erstveröffentlichung: 4. August 2009                       |
| 2010                      | A Beautiful Exchange                             | AU3 Gold · (5 Wo.)AU | — | — | US40 (7 Wo.)US | Christ1 (36 Wo.)Christ | Erstveröffentlichung: 29. Juni 2010 Verkäufe: + 35.000     |
| 2011                      | God Is Able                                      | AU3 Gold · (5 Wo.)AU | — | — | US35 (4 Wo.)US | Christ1 (19 Wo.)Christ | Erstveröffentlichung: 5. Juli 2011 Verkäufe: + 35.000      |
| 2012                      | Cornerstone                                      | AU2 Gold · (8 Wo.)AU | — | — | US32 (7 Wo.)US | Christ1 (35 Wo.)Christ | Erstveröffentlichung: 3. Juli 2012 Verkäufe: + 35.000      |
| 2013                      | Glorious Ruins                                   | AU3 (7 Wo.)AU | — | — | US18 (6 Wo.)US | Christ2 (30 Wo.)Christ | Erstveröffentlichung: 3. Juli 2013                         |
| 2014                      | No Other Name                                    | AU2 Gold · (10 Wo.)AU | — | UK53 (2 Wo.)UK | US13 (11 Wo.)US | Christ1 (78 Wo.)Christ | Erstveröffentlichung: 27. Juni 2014 Verkäufe: + 42.500     |
| 2015                      | Open Heaven / River Wild                         | AU1 Gold · (5 Wo.)AU | — | UK39 (1 Wo.)UK | US25 (3 Wo.)US | Christ1 (55 Wo.)Christ | Erstveröffentlichung: 16. Oktober 2015 Verkäufe: + 35.000  |
| 2016                      | Let There Be Light                               | AU2 Gold · (9 Wo.)AU | — | UK36 (1 Wo.)UK | US14 Gold · (5 Wo.)US | Christ1 (404 Wo.)Christ | Erstveröffentlichung: 14. Oktober 2016 Verkäufe: + 542.500 |
| 2018                      | There Is More                                    | AU2 Gold · (10 Wo.)AU | CH16 (3 Wo.)CH | UK42 (1 Wo.)UK | US26 (2 Wo.)US | Christ2 (300 Wo.)Christ | Erstveröffentlichung: 6. April 2018 Verkäufe: + 42.500     |
| 2021                      | These Same Skies                                 | — | — | — | — | Christ15 (2 Wo.)Christ | Erstveröffentlichung: 5. November 2021                     |
| als Hillsong Young & Free |                                                  | | | | | |                                                            |
|                           |                                                  | | | | | |                                                            |
| 2013                      | We Are Young & Free                              | AU6 Gold · (6 Wo.)AU | — | — | US22 (4 Wo.)US | Christ1 (65 Wo.)Christ | Erstveröffentlichung: 1. Oktober 2013 Verkäufe: + 35.000   |
| 2016                      | Youth Revival                                    | AU3 (5 Wo.)AU | — | — | US45 (1 Wo.)US | Christ2 (62 Wo.)Christ | Erstveröffentlichung: 26. Februar 2016                     |
| 2017                      | Youth Revival Acoustic                           | AU37 (2 Wo.)AU | — | — | — | Christ24 (2 Wo.)Christ | Erstveröffentlichung: 24. Februar 2017                     |
| 2018                      | III (Live at Hillsong Conference)                | — | — | — | — | Christ40 (1 Wo.)Christ | Erstveröffentlichung: 2. November 2018                     |
| 2020                      | All of My Best Friends                           | — | — | — | — | Christ14 (… Wo.)Christ | Erstveröffentlichung: 28. August 2020                      |

Weitere Livealben
- 1992: Hillsong Worship – The Power of Your Love (AU: Gold)
- 1993: Hillsong Worship – Stone’s Been Rolled Away (AU: Gold)
- 1994: Hillsong Worship – People Just Like Us (AU: Platin)
- 1995: Hillsong Worship – Friends in High Places (AU: Gold)
- 1996: Hillsong Worship – God Is in the House (AU: Gold)
- 1997: Hillsong Worship – All Things Are Possible
- 1999: Hillsong United – Everyday (AU: Gold)
- 1999: Hillsong Worship – By Your Side (AU: Gold)
- 2000: Hillsong United – Best Friend
- 2000: Hillsong Worship – For This Cause (AU: Gold)
- 2001: Hillsong United – King of Majesty
- 2001: Hillsong Worship – You Are My World (AU: Gold)
- 2002: Hillsong United – To the Ends of the Earth
- 2004: Hillsong United – More Than Life
- 2004: Hillsong Kids – Jesus Is My Superhero
- 2005: Hillsong Kids – Super Strong God
- 2006: Hillsong Kids – Supernatural
- 2007: Hillsong United – Unidos Permanecemos
- 2007: Hillsong Kids – Tell the World
- 2008: Hillsong Kids – Follow You
- 2010: Hillsong Kids – Ultimate Collection (Live)
- 2011: Hillsong Kids – Crazy Noise

### Kompilationen
| Jahr                        | Titel                                                                    | Höchstplatzierung, Gesamtwochen, AuszeichnungChartplatzierungen (Jahr, Titel, Platzierungen, Wochen, Auszeichnungen, Anmerkungen) | Höchstplatzierung, Gesamtwochen, AuszeichnungChartplatzierungen (Jahr, Titel, Platzierungen, Wochen, Auszeichnungen, Anmerkungen) | Höchstplatzierung, Gesamtwochen, AuszeichnungChartplatzierungen (Jahr, Titel, Platzierungen, Wochen, Auszeichnungen, Anmerkungen) | Höchstplatzierung, Gesamtwochen, AuszeichnungChartplatzierungen (Jahr, Titel, Platzierungen, Wochen, Auszeichnungen, Anmerkungen) | Höchstplatzierung, Gesamtwochen, AuszeichnungChartplatzierungen (Jahr, Titel, Platzierungen, Wochen, Auszeichnungen, Anmerkungen) | Anmerkungen                              |
| Jahr                        | Titel                                                                    | AU | CH | UK | US | Christ | Anmerkungen                              |
| --------------------------- | ------------------------------------------------------------------------ | --- | --- | --- | --- | --- | ---------------------------------------- |
| als Hillsong Worship        |                                                                          | | | | | |                                          |
|                             |                                                                          | | | | | |                                          |
| 2005                        | Ultimate Worship: The Very Best Live Worship Songs of Hillsong           | — | — | — | — | Christ19 (16 Wo.)Christ | Erstveröffentlichung: Dezember 2005      |
| 2008                        | Ultimate Worship Volume II: The Very Best Live Worship Songs of Hillsong | — | — | — | — | Christ20 (19 Wo.)Christ | Erstveröffentlichung: Dezember 2008      |
| 2010                        | The Very Best of Hillsong Live                                           | — | — | — | — | Christ32 (11 Wo.)Christ | Erstveröffentlichung: 18. Mai 2010       |
| als Hillsong Chapel         |                                                                          | | | | | |                                          |
|                             |                                                                          | | | | | |                                          |
| 2010                        | Yahweh                                                                   | AU31 (2 Wo.)AU | — | — | US184 (1 Wo.)US | Christ12 (7 Wo.)Christ | Erstveröffentlichung: 26. Oktober 2010   |
| 2012                        | Forever Reign                                                            | AU44 (1 Wo.)AU | — | — | US191 (1 Wo.)US | Christ11 (3 Wo.)Christ | Erstveröffentlichung: 22. Oktober 2012   |
| als Hillsong Kids           |                                                                          | | | | | |                                          |
|                             |                                                                          | | | | | |                                          |
| 2009                        | Ultimate Collection                                                      | — | — | — | — | Christ34 (1 Wo.)Christ | Erstveröffentlichung: 1. Mai 2009        |
| als Hillsong Global Project |                                                                          | | | | | |                                          |
|                             |                                                                          | | | | | |                                          |
| 2012                        | Global Project: Español                                                  | — | — | — | — | Christ44 (1 Wo.)Christ | Erstveröffentlichung: 18. September 2012 |

Weitere Kompilationen
- 2011: Hillsong Worship – God Is Able (Acoustic Worktapes)
- 2012: Hillsong Global Project – Global Project: Deutsch
- 2012: Hillsong Global Project – Global Project: Français
- 2012: Hillsong Global Project – Global Project: Indonesian
- 2012: Hillsong Global Project – Global Project: 한국어
- 2012: Hillsong Global Project – Global Project: 華語
- 2012: Hillsong Global Project – Global Project: Português
- 2012: Hillsong Global Project – Global Project: Русский
- 2012: Hillsong Global Project – Global Project: Svenska
- 2018: Hillsong Kids – Can You Believe It?!
- 2019: Hillsong Kids – Songs of Some Silliness (mit Funny Man Dan)

### Remixalben
| Jahr                | Titel           | Höchstplatzierung, Gesamtwochen, AuszeichnungChartplatzierungen (Jahr, Titel, Platzierungen, Wochen, Auszeichnungen, Anmerkungen) | Höchstplatzierung, Gesamtwochen, AuszeichnungChartplatzierungen (Jahr, Titel, Platzierungen, Wochen, Auszeichnungen, Anmerkungen) | Höchstplatzierung, Gesamtwochen, AuszeichnungChartplatzierungen (Jahr, Titel, Platzierungen, Wochen, Auszeichnungen, Anmerkungen) | Höchstplatzierung, Gesamtwochen, AuszeichnungChartplatzierungen (Jahr, Titel, Platzierungen, Wochen, Auszeichnungen, Anmerkungen) | Höchstplatzierung, Gesamtwochen, AuszeichnungChartplatzierungen (Jahr, Titel, Platzierungen, Wochen, Auszeichnungen, Anmerkungen) | Anmerkungen                        |
| Jahr                | Titel           | AU | CH | UK | US | Christ | Anmerkungen                        |
| ------------------- | --------------- | --- | --- | --- | --- | --- | ---------------------------------- |
| als Hillsong United |                 | | | | | |                                    |
|                     |                 | | | | | |                                    |
| 2014                | The White Album | AU9 (4 Wo.)AU | — | — | US48 (2 Wo.)US | Christ4 (19 Wo.)Christ | Erstveröffentlichung: 4. März 2014 |

### Soundtracks
| Jahr                 | Titel         | Höchstplatzierung, Gesamtwochen, AuszeichnungChartplatzierungen (Jahr, Titel, Platzierungen, Wochen, Auszeichnungen, Anmerkungen) | Höchstplatzierung, Gesamtwochen, AuszeichnungChartplatzierungen (Jahr, Titel, Platzierungen, Wochen, Auszeichnungen, Anmerkungen) | Höchstplatzierung, Gesamtwochen, AuszeichnungChartplatzierungen (Jahr, Titel, Platzierungen, Wochen, Auszeichnungen, Anmerkungen) | Höchstplatzierung, Gesamtwochen, AuszeichnungChartplatzierungen (Jahr, Titel, Platzierungen, Wochen, Auszeichnungen, Anmerkungen) | Höchstplatzierung, Gesamtwochen, AuszeichnungChartplatzierungen (Jahr, Titel, Platzierungen, Wochen, Auszeichnungen, Anmerkungen) | Anmerkungen                          |
| Jahr                 | Titel         | AU | CH | UK | US | Christ | Anmerkungen                          |
| -------------------- | ------------- | --- | --- | --- | --- | --- | ------------------------------------ |
| als Hillsong Worship |               | | | | | |                                      |
|                      |               | | | | | |                                      |
| 2009                 | Let Hope Rise | — | — | — | — | Christ6 (38 Wo.)Christ | Erstveröffentlichung: 2. August 2016 |

### EPs
| Jahr                      | Titel                            | Höchstplatzierung, Gesamtwochen, AuszeichnungChartplatzierungen (Jahr, Titel, Platzierungen, Wochen, Auszeichnungen, Anmerkungen) | Höchstplatzierung, Gesamtwochen, AuszeichnungChartplatzierungen (Jahr, Titel, Platzierungen, Wochen, Auszeichnungen, Anmerkungen) | Höchstplatzierung, Gesamtwochen, AuszeichnungChartplatzierungen (Jahr, Titel, Platzierungen, Wochen, Auszeichnungen, Anmerkungen) | Höchstplatzierung, Gesamtwochen, AuszeichnungChartplatzierungen (Jahr, Titel, Platzierungen, Wochen, Auszeichnungen, Anmerkungen) | Höchstplatzierung, Gesamtwochen, AuszeichnungChartplatzierungen (Jahr, Titel, Platzierungen, Wochen, Auszeichnungen, Anmerkungen) | Anmerkungen                            |
| Jahr                      | Titel                            | AU | CH | UK | US | Christ | Anmerkungen                            |
| ------------------------- | -------------------------------- | --- | --- | --- | --- | --- | -------------------------------------- |
| als Hillsong Worship      |                                  | | | | | |                                        |
|                           |                                  | | | | | |                                        |
| 2022                      | These Same Skies: Studio         | — | — | — | — | Christ45 (1 Wo.)Christ | Erstveröffentlichung: 13. Januar 2015  |
| als Hillsong Young & Free |                                  | | | | | |                                        |
|                           |                                  | | | | | |                                        |
| 2015                      | This Is Living                   | — | — | — | US38 (1 Wo.)US | Christ1 (8 Wo.)Christ | Erstveröffentlichung: 13. Januar 2015  |
| 2015                      | We Are Young & Free: The Remixes | — | — | — | — | Christ31 (1 Wo.)Christ | Erstveröffentlichung: 4. Dezember 2015 |

Weitere EPs
- 1998: Hillsong United – One
- 2007: Hillsong United – In a Valley by the Sea
- 2011: Hillsong Worship – God Is Able EP
- 2012: Hillsong Worship – Cornerstone EP
- 2013: Hillsong United – Oceans
- 2015: Hillsong Worship – O Praise the Name (Anástasis) EP
- 2017: Hillsong Worship – What a Beautiful Name EP
- 2018: Hillsong United – So Will I
- 2018: Hillsong Worship – There Is More: Studio Sessions
- 2018: Hillsong Young & Free – Love Won’t Let Me Down – The Remixes

### Weihnachtsalben
| Jahr                 | Titel                 | Höchstplatzierung, Gesamtwochen, AuszeichnungChartplatzierungen (Jahr, Titel, Platzierungen, Wochen, Auszeichnungen, Anmerkungen) | Höchstplatzierung, Gesamtwochen, AuszeichnungChartplatzierungen (Jahr, Titel, Platzierungen, Wochen, Auszeichnungen, Anmerkungen) | Höchstplatzierung, Gesamtwochen, AuszeichnungChartplatzierungen (Jahr, Titel, Platzierungen, Wochen, Auszeichnungen, Anmerkungen) | Höchstplatzierung, Gesamtwochen, AuszeichnungChartplatzierungen (Jahr, Titel, Platzierungen, Wochen, Auszeichnungen, Anmerkungen) | Höchstplatzierung, Gesamtwochen, AuszeichnungChartplatzierungen (Jahr, Titel, Platzierungen, Wochen, Auszeichnungen, Anmerkungen) | Anmerkungen                            |
| Jahr                 | Titel                 | AU | CH | UK | US | Christ | Anmerkungen                            |
| -------------------- | --------------------- | --- | --- | --- | --- | --- | -------------------------------------- |
| als Hillsong Worship |                       | | | | | |                                        |
|                      |                       | | | | | |                                        |
| 2005                 | Celebrating Christmas | — | — | — | — | Christ44 (1 Wo.)Christ | Erstveröffentlichung: November 2005    |
| 2011                 | Born Is the King      | — | — | — | — | Christ14 (2 Wo.)Christ | Erstveröffentlichung: 8. November 2011 |
| 2012                 | We Have a Saviour     | — | — | — | — | Christ23 (4 Wo.)Christ | Erstveröffentlichung: 9. Oktober 2012  |
| 2017                 | The Peace Project     | AU18 (2 Wo.)AU | — | — | US122 (1 Wo.)US | Christ2 (23 Wo.)Christ | Erstveröffentlichung: 22. Oktober 2017 |

Weitere Weihnachtsalben
- 2001: Hillsong Worship – Christmas

## Singles
| Jahr | Titel Album                                                                                   | Höchstplatzierung, Gesamtwochen, AuszeichnungChartplatzierungen (Jahr, Titel, Album, Platzierungen, Wochen, Auszeichnungen, Anmerkungen) | Höchstplatzierung, Gesamtwochen, AuszeichnungChartplatzierungen (Jahr, Titel, Album, Platzierungen, Wochen, Auszeichnungen, Anmerkungen) | Höchstplatzierung, Gesamtwochen, AuszeichnungChartplatzierungen (Jahr, Titel, Album, Platzierungen, Wochen, Auszeichnungen, Anmerkungen) | Höchstplatzierung, Gesamtwochen, AuszeichnungChartplatzierungen (Jahr, Titel, Album, Platzierungen, Wochen, Auszeichnungen, Anmerkungen) | Höchstplatzierung, Gesamtwochen, AuszeichnungChartplatzierungen (Jahr, Titel, Album, Platzierungen, Wochen, Auszeichnungen, Anmerkungen) | Anmerkungen                                                           |
| Jahr | Titel Album                                                                                   | AU | CH | UK | US | Christ | Anmerkungen                                                           |
| --- | --------------------------------------------------------------------------------------------- | --- | --- | --- | --- | --- | --------------------------------------------------------------------- |
| als Hillsong United |                                                                                               | | | | | |                                                                       |
| |                                                                                               | | | | | |                                                                       |
| 2011 | Like An Avalanche Aftermath                                                                   | — | — | — | — | Christ40 (5 Wo.)Christ |                                                                       |
| 2011 | Search My Heart Aftermath                                                                     | — | — | — | — | Christ20 (20 Wo.)Christ |                                                                       |
| 2013 | Scandal of Grace Zion                                                                         | — | — | — | — | Christ25 (20 Wo.)Christ |                                                                       |
| 2013 | Oceans (Where Feet May Fail) Zion                                                             | — | — | UK— SilberUK | US83 ×4Vierfachplatin · (13 Wo.)US | Christ1 (191 Wo.)Christ | Verkäufe: + 4.360.000                                                 |
| 2013 | Relentless Zion                                                                               | — | — | — | — | Christ27 (20 Wo.)Christ |                                                                       |
| 2014 | Love Is War Zion                                                                              | — | — | — | — | Christ38 (10 Wo.)Christ |                                                                       |
| 2015 | Touch the Sky Empires                                                                         | — | — | — | US— PlatinUS | Christ3 (31 Wo.)Christ | Verkäufe: + 1.000.000                                                 |
| 2015 | Prince of Peace Empires                                                                       | — | — | — | — | Christ26 (16 Wo.)Christ |                                                                       |
| 2015 | Heart Like Heaven Empires                                                                     | — | — | — | — | Christ26 (19 Wo.)Christ |                                                                       |
| 2015 | Even When It Hurts (Praise Song) Empires                                                      | — | — | — | — | Christ29 (20 Wo.)Christ |                                                                       |
| 2015 | Here Now (Madness) Empires                                                                    | — | — | — | — | Christ31 (20 Wo.)Christ |                                                                       |
| 2015 | Say the Word Empires                                                                          | — | — | — | — | Christ24 (21 Wo.)Christ |                                                                       |
| 2015 | Captain Empires                                                                               | — | — | — | — | Christ38 (7 Wo.)Christ |                                                                       |
| 2015 | Rule Empires                                                                                  | — | — | — | — | Christ40 (1 Wo.)Christ |                                                                       |
| 2015 | Empires                                                                                       | — | — | — | — | Christ41 (3 Wo.)Christ |                                                                       |
| 2015 | When I Lost My Heart to You (Hallelujah) Empires                                              | — | — | — | — | Christ43 (3 Wo.)Christ |                                                                       |
| 2015 | Street Called Mercy Empires                                                                   | — | — | — | — | Christ45 (2 Wo.)Christ |                                                                       |
| 2015 | Closer Than You Know Empires                                                                  | — | — | — | — | Christ47 (1 Wo.)Christ |                                                                       |
| 2017 | Wonder                                                                                        | — | — | — | — | Christ11 (24 Wo.)Christ |                                                                       |
| 2018 | So Will I (100 Billion X) Wonder                                                              | — | — | — | US— PlatinUS | Christ3 (52 Wo.)Christ | Verkäufe: + 1.030.000                                                 |
| 2018 | Not Today Wonder                                                                              | — | — | — | — | Christ40 (13 Wo.)Christ |                                                                       |
| 2018 | Good Grace People                                                                             | — | — | — | — | Christ11 (32 Wo.)Christ |                                                                       |
| 2019 | Whole Heart (Hold Me Now) People                                                              | — | — | — | — | Christ14 (27 Wo.)Christ |                                                                       |
| 2019 | As You Find Me People                                                                         | — | — | — | — | Christ22 (20 Wo.)Christ |                                                                       |
| 2019 | Another in the Fire People                                                                    | — | — | — | US— GoldUS | Christ19 (27 Wo.)Christ | Verkäufe: + 500.000                                                   |
| 2020 | Another in the Fire –                                                                         | — | — | — | — | Christ9 (65 Wo.)Christ | Erstveröffentlichung: 1. Mai 2020 mit Taya                            |
| 2021 | Oceans (Where Feet May Fail) (Live From MSG) The People Tour: Live From Madison Square Garden | — | — | — | — | Christ37 (2 Wo.)Christ |                                                                       |
| 2021 | Know You Will Are We There Yet?                                                               | — | — | — | — | Christ23 (28 Wo.)Christ | Erstveröffentlichung: 9. Juli 2021                                    |
| 2021 | Sure Thing Are We There Yet?                                                                  | — | — | — | — | Christ46 (1 Wo.)Christ | Erstveröffentlichung: 29. Oktober 2021                                |
| 2022 | On Repeat Are We There Yet?                                                                   | — | — | — | — | Christ34 (2 Wo.)Christ | Erstveröffentlichung: 21. Januar 2022                                 |
| als Hillsong Worship |                                                                                               | | | | | |                                                                       |
| |                                                                                               | | | | | |                                                                       |
| 2012 | Cornerstone                                                                                   | — | — | — | US— GoldUS | Christ21 (21 Wo.)Christ | Verkäufe: + 500.000                                                   |
| 2013 | Man of Sorrows Glorious Ruins                                                                 | — | — | — | — | Christ47 (1 Wo.)Christ |                                                                       |
| 2014 | No Other Name                                                                                 | — | — | — | — | Christ29 (18 Wo.)Christ |                                                                       |
| 2014 | Peace Has Come –                                                                              | — | — | — | — | Christ27 (3 Wo.)Christ |                                                                       |
| 2015 | This I Believe (The Creed) No Other Name                                                      | — | — | — | US— GoldUS | Christ31 (20 Wo.)Christ | Verkäufe: + 500.000                                                   |
| 2016 | Grace to Grace Let There Be Light                                                             | — | — | — | — | Christ24 (9 Wo.)Christ |                                                                       |
| 2016 | O Praise the Name (Anástasis) Open Heaven / River Wild                                        | — | — | — | — | Christ39 (20 Wo.)Christ |                                                                       |
| 2017 | What a Beautiful Name Let There Be Light                                                      | — | — | UK— SilberUK | US— Platin (Live)US | Christ1 (81 Wo.)Christ | Verkäufe: + 1.060.000                                                 |
| 2017 | Seasons The Peace Project                                                                     | — | — | — | — | Christ30 (9 Wo.)Christ |                                                                       |
| 2018 | Who You Say I Am There Is More                                                                | — | — | — | US— Gold (Studio) + Gold (Live)US | Christ2 (58 Wo.)Christ | Verkäufe: + 1.000.000                                                 |
| 2019 | King of Kings Awake                                                                           | — | — | — | US— GoldUS | Christ12 (34 Wo.)Christ | Verkäufe: + 500.000                                                   |
| 2019 | No One But You Awake                                                                          | — | — | — | — | Christ23 (12 Wo.)Christ |                                                                       |
| 2020 | Take Heart (MMXX) Take Heart (Again)                                                          | — | — | — | — | Christ39 (1 Wo.)Christ |                                                                       |
| 2021 | Fresh Wind –                                                                                  | — | — | — | — | Christ23 (11 Wo.)Christ | Erstveröffentlichung: 22. Januar 2021                                 |
| 2021 | Agnus Dei / King of Kings –                                                                   | — | — | — | — | Christ50 (1 Wo.)Christ | mit Passion, Chidma, Jenn Johnson & Brooke Ligertwood                 |
| 2021 | Hope of the Ages These Same Skies                                                             | — | — | — | — | Christ49 (1 Wo.)Christ | Erstveröffentlichung: 20. August 2021 mit Reuben Morgan & Cody Carnes |
| 2022 | That’s the Power These Same Skies                                                             | — | — | — | — | Christ27 (20 Wo.)Christ | Erstveröffentlichung: 11. Februar 2022 feat. Benjamin Hastings        |
| 2022 | Resurrender These Same Skies                                                                  | — | — | — | — | Christ44 (1 Wo.)Christ | Erstveröffentlichung: 26. August 2022 feat. Brooke Ligertwood         |
| als Hillsong Young & Free |                                                                                               | | | | | |                                                                       |
| |                                                                                               | | | | | |                                                                       |
| 2013 | Alive We Are Young & Free                                                                     | AU50 (1 Wo.)AU | — | — | — | Christ19 (26 Wo.)Christ |                                                                       |
| 2013 | Wake We Are Young & Free                                                                      | — | — | — | — | Christ22 (29 Wo.)Christ |                                                                       |
| 2014 | Noel –                                                                                        | — | — | — | — | Christ40 (4 Wo.)Christ |                                                                       |
| 2015 | This Is Living                                                                                | — | — | — | — | Christ16 (21 Wo.)Christ | feat. Lecrae                                                          |
| 2015 | Where You Are Youth Revival                                                                   | — | — | — | — | Christ16 (21 Wo.)Christ |                                                                       |
| 2016 | Real Love Youth Revival                                                                       | — | — | — | — | Christ27 (21 Wo.)Christ |                                                                       |
| 2016 | Falling into You Youth Revival                                                                | — | — | — | — | Christ29 (20 Wo.)Christ |                                                                       |
| 2017 | Love Won’t Let Me Down III                                                                    | — | — | — | — | Christ22 (19 Wo.)Christ | Erstveröffentlichung: 4. August 2017                                  |
| 2018 | P E A C E III                                                                                 | — | — | — | — | Christ20 (8 Wo.)Christ | Erstveröffentlichung: 23. Februar 2018                                |
| 2018 | Let Go III                                                                                    | — | — | — | — | Christ23 (16 Wo.)Christ | Erstveröffentlichung: 18. Mai 2018                                    |
| 2018 | Just Jesus III                                                                                | — | — | — | — | Christ37 (3 Wo.)Christ |                                                                       |
| 2018 | Heart of God III                                                                              | — | — | — | — | Christ46 (1 Wo.)Christ |                                                                       |
| 2018 | Every Little Thing III                                                                        | — | — | — | — | Christ32 (4 Wo.)Christ |                                                                       |
| 2020 | Best Friends All of My Best Friends                                                           | — | — | — | — | Christ26 (20 Wo.)Christ | Erstveröffentlichung: 21. Februar 2020                                |
| 2020 | Lord Send Revival All of My Best Friends                                                      | — | — | — | — | Christ49 (1 Wo.)Christ | Erstveröffentlichung: 27. März 2020                                   |
| 2020 | Never Have I Ever All of My Best Friends                                                      | — | — | — | — | Christ36 (1 Wo.)Christ | Erstveröffentlichung: 8. Mai 2020                                     |
| 2020 | Uncomplicated All of My Best Friends                                                          | — | — | — | — | Christ41 (1 Wo.)Christ | Erstveröffentlichung: 31. Juli 2020                                   |
| 2021 | Phenomena (Da Da) –                                                                           | — | — | — | — | Christ46 (… Wo.)Christ | Erstveröffentlichung: 16. Juli 2021                                   |
| Folgende Lieder erschienen nicht als Single, wurden aber durch das Album zum Download und Streaming bereitgestellt und konnten somit eine Platzierung erlangen: |                                                                                               | | | | | |                                                                       |
| |                                                                                               | | | | | |                                                                       |
| als Hillsong United |                                                                                               | | | | | |                                                                       |
| |                                                                                               | | | | | |                                                                       |
| 2017 | Heaven Knows Die Hütte – Soundtrack                                                           | — | — | — | — | Christ29 (5 Wo.)Christ |                                                                       |
| 2017 | Shadow Step Wonder                                                                            | — | — | — | — | Christ22 (9 Wo.)Christ |                                                                       |
| 2017 | Splinters and Stones Wonder                                                                   | — | — | — | — | Christ29 (6 Wo.)Christ |                                                                       |
| 2017 | Shape of Your Heart Wonder                                                                    | — | — | — | — | Christ35 (3 Wo.)Christ |                                                                       |
| 2017 | Glimmer in the Dust Wonder                                                                    | — | — | — | — | Christ40 (3 Wo.)Christ |                                                                       |
| 2017 | Future Marches In Wonder                                                                      | — | — | — | — | Christ43 (2 Wo.)Christ |                                                                       |
| 2017 | Greatest of These Wonder                                                                      | — | — | — | — | Christ49 (1 Wo.)Christ |                                                                       |
| 2019 | Highlands (Song of Ascent) People                                                             | — | — | — | — | Christ23 (21 Wo.)Christ |                                                                       |
| 2019 | Ready or Not People                                                                           | — | — | — | — | Christ27 (7 Wo.)Christ |                                                                       |
| 2019 | Clean People                                                                                  | — | — | — | — | Christ28 (7 Wo.)Christ |                                                                       |
| 2019 | Might Sound Wild People                                                                       | — | — | — | — | Christ31 (4 Wo.)Christ |                                                                       |
| 2019 | Holy Ground People                                                                            | — | — | — | — | Christ32 (7 Wo.)Christ |                                                                       |
| 2019 | Here’s to the One People                                                                      | — | — | — | — | Christ33 (4 Wo.)Christ |                                                                       |
| 2019 | Echoes (Til We See The Other Side) People                                                     | — | — | — | — | Christ36 (3 Wo.)Christ |                                                                       |
| 2019 | Starts and Ends People                                                                        | — | — | — | — | Christ43 (7 Wo.)Christ |                                                                       |
| als Hillsong Worship |                                                                                               | | | | | |                                                                       |
| |                                                                                               | | | | | |                                                                       |
| 2011 | We Three Kings Born Is the King                                                               | — | — | — | — | Christ36 (2 Wo.)Christ |                                                                       |
| 2012 | Born Is the King (It’s Christmas) We Have a Savior                                            | — | — | — | — | Christ18 (4 Wo.)Christ |                                                                       |
| 2012 | We Have a Savior                                                                              | — | — | — | — | Christ48 (2 Wo.)Christ |                                                                       |
| 2015 | Broken Vessels (Amazing Grace) No Other Name                                                  | — | — | — | US— GoldUS | Christ28 (26 Wo.)Christ | Verkäufe: + 500.000                                                   |
| 2015 | Open Heaven (River Wild) Open Heaven / River Wild                                             | — | — | — | — | Christ25 (19 Wo.)Christ |                                                                       |
| 2016 | Transfiguration Open Heaven / River Wild                                                      | — | — | — | — | Christ35 (1 Wo.)Christ |                                                                       |
| 2016 | Behold (Then My Soul Sings) Let There Be Light                                                | — | — | — | — | Christ29 (20 Wo.)Christ |                                                                       |
| 2016 | In Control Let There Be Light                                                                 | — | — | — | — | Christ39 (1 Wo.)Christ |                                                                       |
| 2016 | Let There Be Light                                                                            | — | — | — | — | Christ41 (1 Wo.)Christ |                                                                       |
| 2016 | Love So Great Let There Be Light                                                              | — | — | — | — | Christ42 (1 Wo.)Christ |                                                                       |
| 2016 | Elohim Let There Be Light                                                                     | — | — | — | — | Christ45 (1 Wo.)Christ |                                                                       |
| 2017 | Jesus I Need You Open Heaven / River Wild                                                     | — | — | — | — | Christ32 (23 Wo.)Christ |                                                                       |
| 2018 | Prince of Heaven The Peace Project                                                            | — | — | — | — | Christ22 (4 Wo.)Christ |                                                                       |
| 2018 | Joy to the World The Peace Project                                                            | — | — | — | — | Christ31 (4 Wo.)Christ |                                                                       |
| 2018 | When I Think Upon Christmas The Peace Project                                                 | — | — | — | — | Christ39 (1 Wo.)Christ |                                                                       |
| 2018 | So Will I (100 Billion X) There Is More                                                       | — | — | — | — | Christ17 (24 Wo.)Christ |                                                                       |
| 2018 | New Wine There Is More                                                                        | — | — | — | — | Christ17 (24 Wo.)Christ |                                                                       |
| 2018 | Rememberance There Is More                                                                    | — | — | — | — | Christ27 (10 Wo.)Christ |                                                                       |
| 2018 | The Passion There Is More                                                                     | — | — | — | — | Christ29 (5 Wo.)Christ |                                                                       |
| 2018 | God So Loved There Is More                                                                    | — | — | — | — | Christ39 (2 Wo.)Christ |                                                                       |
| 2018 | Touch of Heaven There Is More                                                                 | — | — | — | — | Christ27 (21 Wo.)Christ |                                                                       |
| 2018 | Be Still There Is More                                                                        | — | — | — | — | Christ32 (8 Wo.)Christ |                                                                       |
| 2018 | You Are Life There Is More                                                                    | — | — | — | — | Christ44 (1 Wo.)Christ |                                                                       |
| 2019 | See the Light Awake                                                                           | — | — | — | — | Christ24 (6 Wo.)Christ |                                                                       |
| 2019 | Awake My Soul Awake                                                                           | — | — | — | — | Christ29 (3 Wo.)Christ |                                                                       |
| 2019 | Come Alive Awake                                                                              | — | — | — | — | Christ34 (2 Wo.)Christ |                                                                       |
| 2019 | Upper Room Awake                                                                              | — | — | — | — | Christ37 (1 Wo.)Christ |                                                                       |
| 2019 | Dawn Awake                                                                                    | — | — | — | — | Christ40 (1 Wo.)Christ |                                                                       |
| 2019 | Every Breath Awake                                                                            | — | — | — | — | Christ41 (1 Wo.)Christ |                                                                       |
| als Hillsong Young & Free |                                                                                               | | | | | |                                                                       |
| |                                                                                               | | | | | |                                                                       |
| 2015 | Sinking Deep This Is Living                                                                   | — | — | — | — | Christ28 (19 Wo.)Christ |                                                                       |
| 2015 | Pursue This Is Living                                                                         | — | — | — | — | Christ34 (2 Wo.)Christ |                                                                       |
| 2015 | Energy This Is Living                                                                         | — | — | — | — | Christ35 (2 Wo.)Christ |                                                                       |
| 2016 | To My Knees Youth Revival                                                                     | — | — | — | — | Christ37 (1 Wo.)Christ |                                                                       |
| 2018 | First Love III                                                                                | — | — | — | — | Christ48 (1 Wo.)Christ |                                                                       |

Weitere Singles
- 1993: Hillsong Worship – Shout to the Lord
- 2006: Hillsong Worship – Mighty to Save
- 2010: Hillsong Worship – Forever Reign
- 2011: Hillsong United – Bones
- 2011: Hillsong United – Lead Me to the Cross (US: Gold)
- 2011: Hillsong Worship – It Is Well with My Soul
- 2013: Hillsong United – From the Inside Out
- 2013: Hillsong United – Stay Young
- 2013: Hillsong Young & Free – Vivo estás
- 2014: Hillsong Worship – Calvary
- 2014: Hillsong Young & Free – The Stand
- 2015: Hillsong Worship – One Thing

## Videoalben
- 2004: Hillsong United – More Than Life
- 2004: Hillsong Worship – For All You’ve Done (AU: Gold)
- 2004: Hillsong Kids – Jesus Is My Superhero (AU: Gold)
- 2005: Hillsong United – Look To You
- 2005: Hillsong Worship – God He Reigns (AU: Gold)
- 2006: Hillsong United – United We Stand
- 2006: Hillsong Worship – Mighty to Save (AU: Gold)
- 2006: Hillsong Kids – Super Strong God (AU: Gold)
- 2007: Hillsong United – All of the Above
- 2007: Hillsong Worship – Saviour King (AU: Gold)
- 2008: Hillsong United – The I Heart Revolution: With Hearts As One
- 2010: Hillsong United – The I Heart Revolution: We’re All in This Together
- 2012: Hillsong United – Live in Miami
- 2013: Hillsong United – Zion: Acoustic Sessions
- 2016: Hillsong United – Of Dirt and Grace: Live from the Land
- 2018: Hillsong Kids – Can You Believe It?!

## Statistik

### Chartauswertung
|                     | AU     | CH    | UK    | US     | US Christ            |
| ------------------- | ------ | ----- | ----- | ------ | -------------------- |
| Nummer-eins-Alben   | AU4AU  | CH—CH | UK—UK | US—US  | US Christ17US Christ |
| Top-10-Alben        | AU26AU | CH—CH | UK—UK | US3US  | US Christ30US Christ |
| Alben in den Charts | AU37AU | CH3CH | UK6UK | US32US | US Christ56US Christ |

|                       | AU    | CH    | UK    | US    | US Christ             |
| --------------------- | ----- | ----- | ----- | ----- | --------------------- |
| Nummer-eins-Singles   | AU—AU | CH—CH | UK—UK | US—US | US Christ2US Christ   |
| Top-10-Singles        | AU—AU | CH—CH | UK—UK | US—US | US Christ6US Christ   |
| Singles in den Charts | AU1AU | CH—CH | UK—UK | US1US | US Christ113US Christ |

### Auszeichnungen für Musikverkäufe
| Goldene Schallplatte - Kanada - 2007: für das Videoalbum God He Reigns - 2007: für das Videoalbum Mighty to Save - Neuseeland - 2021: für das Album Let There Be Light - 2022: für das Album Zion - 2023: für das Album No Other Name - 2023: für das Album There Is More - 2024: für die Single So Will I (100 Billion X) - Vereinigte Staaten - 2020: für das Lied I Surrender - 2021: für das Lied Hosanna | 2× Platin-Schallplatte - Kanada - 2022: für die Single Oceans (Where Feet May Fail) - Neuseeland - 2023: für die Single Oceans (Where Feet May Fail) - 2024: für die Single What a Beautiful Name |

Anmerkung: Auszeichnungen in Ländern aus den Charttabellen bzw. Chartboxen sind in ebendiesen zu finden.
| Land/RegionAuszeichnungen für Musikverkäufe (Land/Region, Auszeichnungen, Verkäufe, Quellen) | Silber     | Gold       | Platin       | Verkäufe   | Quellen              |
| -------------------------------------------------------------------------------------------- | ---------- | ---------- | ------------ | ---------- | -------------------- |
| Australien (ARIA)                                                                            | —          | 31× Gold31 | Platin1      | 990.000    | aria.com.au          |
| Kanada (MC)                                                                                  | —          | 2× Gold2   | 2× Platin2   | 170.000    | musiccanada.com      |
| Neuseeland (RMNZ)                                                                            | —          | 4× Gold4   | 5× Platin5   | 180.000    | radioscope.co.nz NZ2 |
| Vereinigte Staaten (RIAA)                                                                    | —          | 12× Gold12 | 7× Platin7   | 13.000.000 | riaa.com             |
| Vereinigtes Königreich (BPI)                                                                 | 2× Silber2 | —          | —            | 400.000    | bpi.co.uk            |
| Insgesamt                                                                                    | 2× Silber2 | 49× Gold49 | 15× Platin15 |            |                      |